# Barlovento (La Palma)
Barlovento (deutsch: windwärts, Windseite, Luv) ist eine Gemeinde im Nordosten der Kanarischen Insel La Palma, auf der Luvseite der Insel zum Nordost-Passat. Der gleichnamige Ort ist Verwaltungssitz. Die Grenzen Barloventos bilden der Barranco La Herradura im Süden zu San Andrés y Sauces und der Barranco de Franceses im Norden zu Garafía.

## Geschichte und wirtschaftliche Entwicklung
Vor der spanischen Eroberung im 15. Jahrhundert hieß Barlovento Tagaragre. Die damals ansässigen Bewohner, die Benahoaritas betrieben Viehzucht.
Die bereits 1581 errichtete Kirche Virgen del Rosario bildete den Ortskern für das sich später entwickelnde Dorf Barlovento. Im Jahr 1678 konnte sich Barlovento von der Abhängigkeit durch die Gutsherren in San Andrés y Sauces lösen und wurde eigenständig.
Direkt im Einfluss des feuchten Nordost-Passats ist die gebirgige und bewaldete Gemeinde in einer Höhenlage von 550 Metern reich an Wasserreserven. Die Bewohner nutzten die grünen Flächen zur Viehzucht und zum Ackerbau. Mitte des neunzehnten Jahrhunderts wurden Kaktusplantagen für die Aufzucht von Cochenille-Farbstoff angelegt. Der Bedarf des Farbstoffs für die europäischen Textilindustrie erleichtert das Elend der Bauern und verlangsamte die Abwanderung nach Kuba und Venezuela. Mit dem Bau von Bewässerungsanlagen wurden Zuckerrohr- und Bananenplantagen angelegt. Später folgten Avocado- und Zitrusfrucht-Plantagen.
Zur Erleichterung des Abtransportes der Früchte wurde an der felsigen Küste im Bereich natürlichen Wellenbrecher der Hafen, Puerto Talavera gebaut, über den bis weit ins 20. Jahrhundert hinein die Früchte zur Inselhauptstadt Santa Cruz verschifft wurden. Der Bau von Landstraßen in den Norden der Insel erfolgte erst später.
Der Fremdenverkehr als Wirtschaftsfaktor hat für Barlovento nur geringe Bedeutung.

### Staubecken Laguna de Barlovento
Zur Deckung des Wasserbedarfs für die Bananenplantagen in der Gemeinde Barlovento wurde von 1971 bis 1975 ein Staubecken Laguna de Barlovento mit einer Kapazität von 5,5 Millionen m³ gebaut. Hierfür wurde ein Krater oberhalb Barloventos, auf 600 Meter über dem Meer, genutzt, in dem sich ein natürlicher Teich befand, der von den Bewohnern als Waschplatz genutzt wurde.
Das Staubecken war in dieser Dimension der größte Wasserspeicher, der bislang auf den Kanarischen Inseln und in Spanien gebaut wurde. Die etwa 250.000 m² große Bodenfläche des Staubeckens wurde mit einer Lehmschicht abgedichtet, deren Leckverluste jedoch deutlich höher waren als vorherberechnet. Auch mit dem Einsatz anderer Tonerden konnte kein ausreichender Nutzen des Bauwerks als Wasserspeicher erreicht werden.
1990 entschied man sich, die riesige Fläche der Speicherwandung mit einer wasserdichten PVC-Folie auszukleiden. Die Belegung erfolgte aus Kostengründen bis zu 25 Meter der 30 Meter hohen Böschungswand.

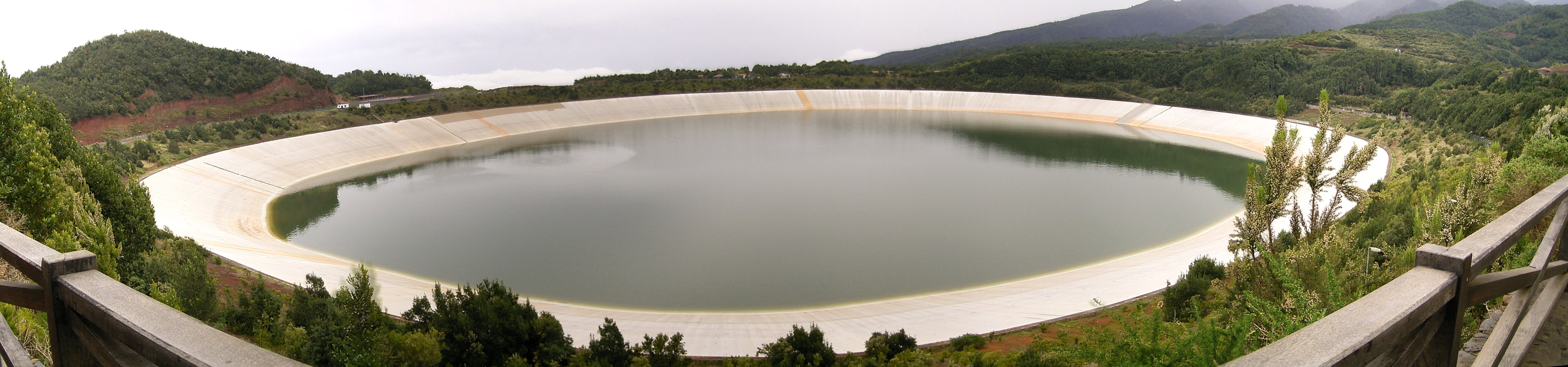
Staubecken Laguna de Barlovento

Am 16. April 2011 erlitt der Speicher La Laguna de Barlovento einen schweren Bruch, aus dem Tausende von Kubikmetern Wasser austraten und durch die angrenzenden Bananen-Plantagen zum Meer abflossen. Zwei Wohnhäuser wurden vorsorglich geräumt, Menschen kamen nicht zu Schaden.
Unmittelbar vor dem Bruch wurde ein Erdbeben der Stärke 3,9 aufgezeichnet, das sich 114 Kilometer nördlich von La Palma ereignete. Dann wurde ein erhöhter Wasserabfluss aus dem Speicher festgestellt, der bis zu 3,5 Kubikmeter Wasser pro Sekunde anstieg.
Nach Einschätzung des spanischen Instituts für Vulkanologie Canarias (Involcan) konnte ein derart leichtes Erdbeben einen solchen Schaden am Speicher nicht auslösen.
Mit der Entleerung des Speicherbeckens wurden zwei, nebeneinander liegende, große Bruchstellen sichtbar, an denen die PVC-Folie aufgerissen war, und dass das unter der Folie befindliche, tragende Erdreich nicht mehr vorhanden war. Die beiden – etwa 20 Meter voneinander entfernt liegenden – Rissöffnungen waren 15 mal 10 Meter und 10 mal 5 Meter groß. Es wurde vermutet, dass das tragende Erdreich unter dem Speicher durch eindringendes Regenwasser aufgeweicht und verformt wurde, was zu übermäßigen Spannungen in der Folie geführt hatte.

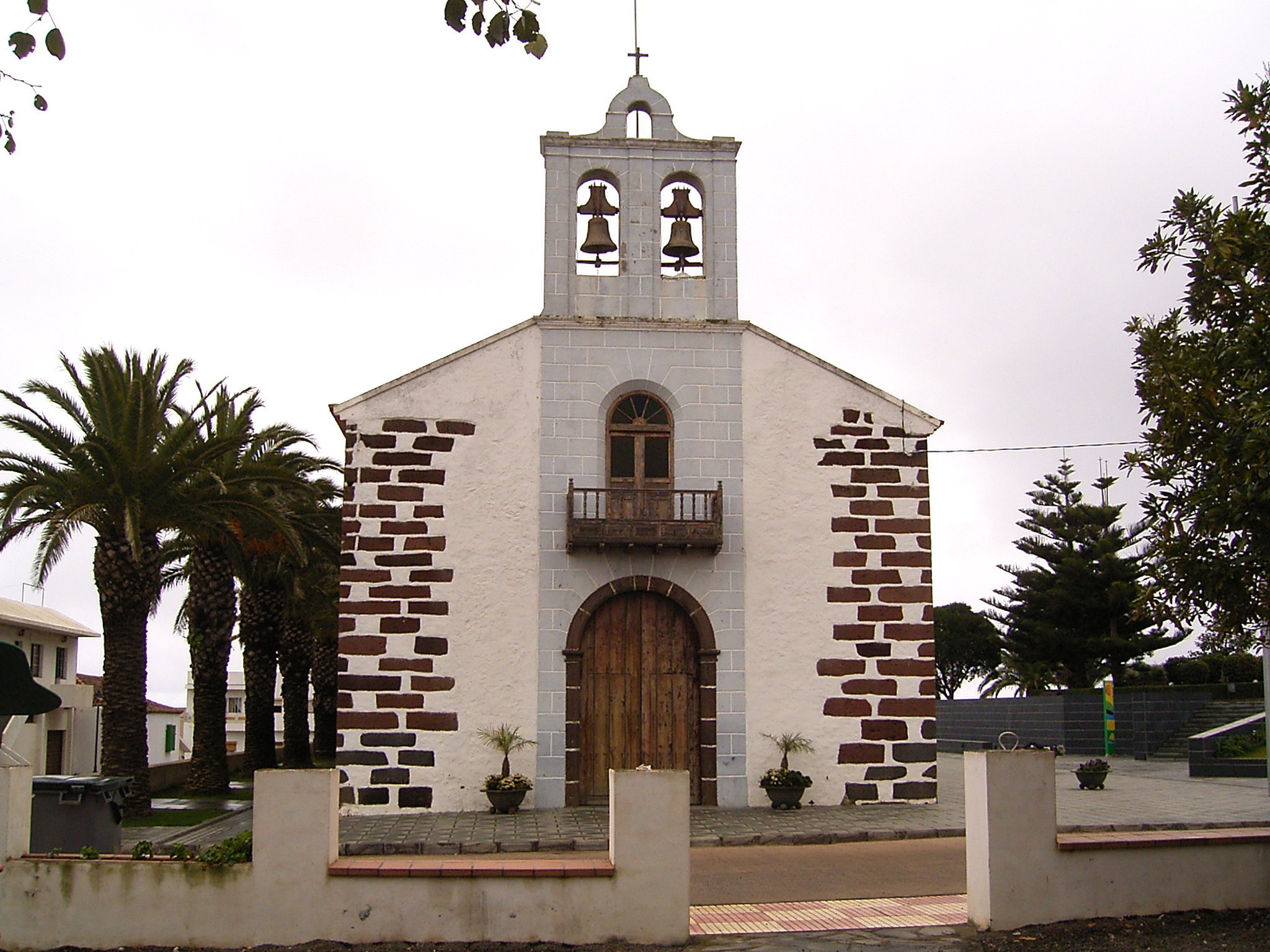
Virgen del Rosario

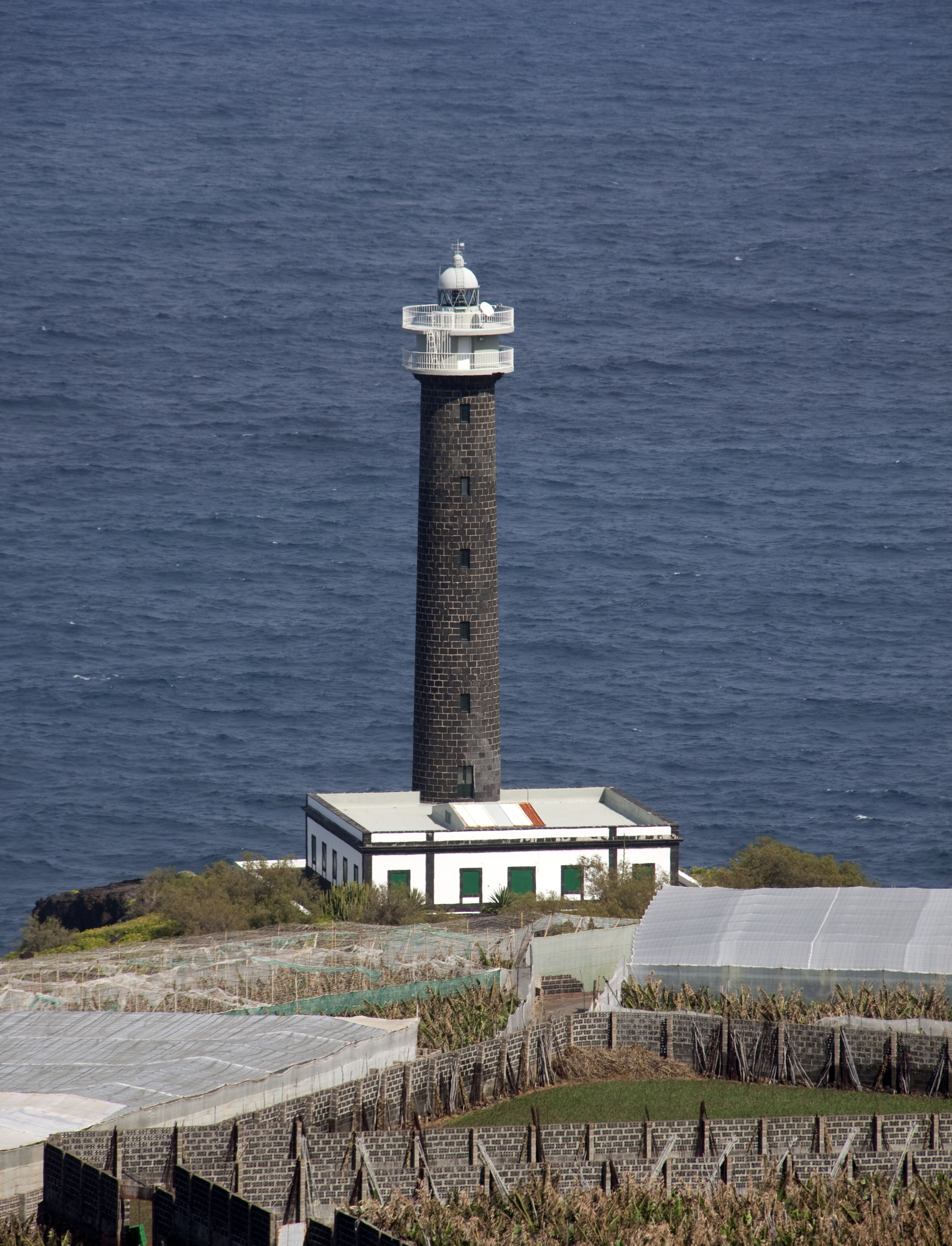
Faro de Punta Cumplida

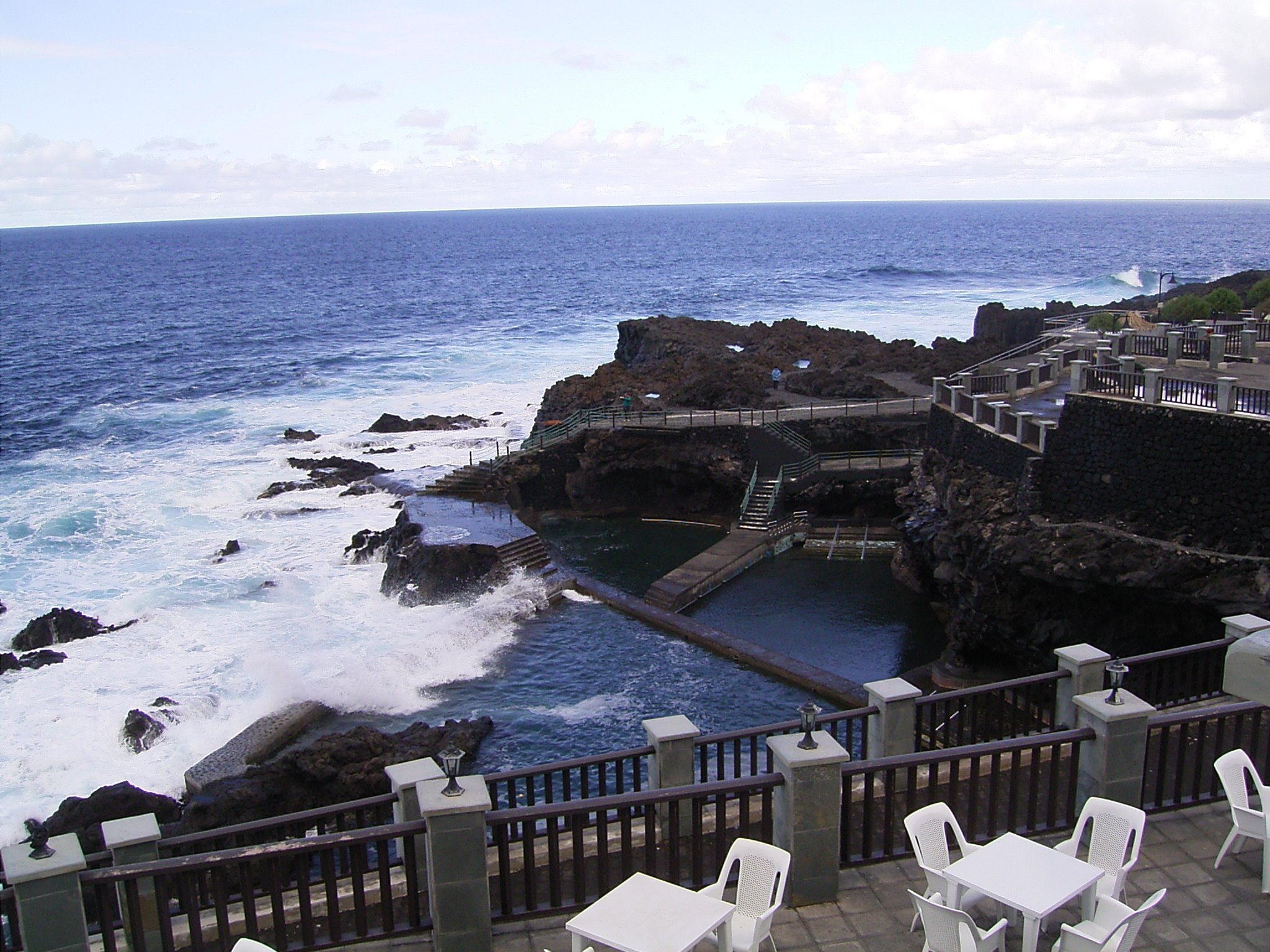
Naturschwimmbecken Piscinas La Fajana

## Orte der Gemeinde und Bevölkerungsentwicklung
Die Bevölkerungszahlen in Klammern stammen aus dem Jahr 2013.
- Barlovento (682 Einwohner)
- Las Cabezadas (378 Einwohner)
- La Cuesta (282 Einwohner)
- Gallegos (253 Einwohner)
- Lomo Machin (282 Einwohner)
- Las Paredes (97 Einwohner)
- La Tosca (62 Einwohner)
- La Palmita (31 Einwohner)
- Topaciegas (18 Einwohner)

Seit den 1950er Jahren ist ein Bevölkerungsrückgang von mehr als einem Drittel zu verzeichnen (1950 bis 2013: −34,7 %).
| Jahr | Einwohnerzahl | Veränderung |
| ---- | ------------- | ----------- |
| 1900 | 1.986         |             |
| 1910 | 2.111         | +125        |
| 1920 | 2.414         | +303        |
| 1930 | 2.663         | +249        |
| 1940 | 3.069         | +406        |
| 1950 | 3.193         | +124        |
| 1960 | 2.764         | −429        |

| Jahr | Einwohnerzahl | Veränderung |
| ---- | ------------- | ----------- |
| 1970 | 2.763         | −1          |
| 1981 | 2.540         | −223        |
| 1990 | 2.598         | +58         |
| 2001 | 2.401         | −197        |
| 2007 | 2.338         | −63         |
| 2013 | 2.085         | −253        |

## Interessante Orte
- Die einschiffige Kirche Virgin del Rosario, Baubeginn 1581, erweitert im 17. Jahrhundert, die Glocken sollen von einer kubanischen Zuckerfabrik stammen.
- Der Leuchtturm Faro de Punta Cumplida, erbaut 1867 (im Wappen von Barlovento abgebildet).
- Die alte Optik des Faro de Punta Cumplida, die von 1992 bis 2013 im Passagier-Terminal im Hafen von Santa Cruz de Tenerife ausgestellt wurde, ist nach Barlovento zurückgekehrt und wird im Ortskern ausgestellt.[12]
- Staubecken Lagune von Barlovento (erbaut 1975), hier befindet sich auch eine Freizeitzone mit Lokalen und Spielplätzen.
- Naturschwimmbecken Piscinas de La Fajana (erste Nutzung 1976).
- Mirador de La Tosca mit Ausblick auf den grünen Norden der Insel.
- Im Weiler La Tosca finden sich mehrere der seltenen Kanarischen Drachenbäume.
- Zentrum für Kunsthandwerk Las Mimbreras (die Korb-Weiden), hier werden Körbe unterschiedlichster Art hergestellt.